# 茹埃迪布瓦
茹埃迪布瓦（法語：Joué-du-Bois，法語發音：[ʒwe dy bwa] ⓘ）是法国奥恩省的一个市镇，属于阿朗松区。

## 地理
茹埃迪布瓦（48°34'54"N, 0°13'55"W）面积21.08 平方千米，位于法国诺曼底大区奧恩省，该省份为法国西北部内陆省份，北起顺时针与卡爾瓦多斯省、厄尔省、厄尔-卢瓦省、萨尔特省、马耶讷省和芒什省接壤。
与茹埃迪布瓦接壤的市镇（或旧市镇、城区）包括：拉讷、利涅尔-奥热尔、卡鲁日、勒尚德拉皮埃尔、拉绍、拉莫特富凯、圣马丹莱吉永。

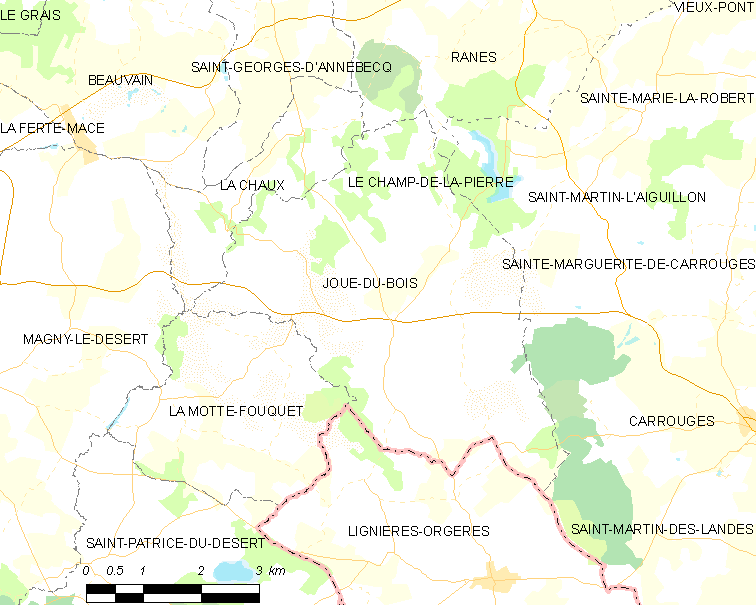
茹埃迪布瓦的OSM定位图

茹埃迪布瓦的时区为UTC+01:00、UTC+02:00（夏令时）。

## 行政
茹埃迪布瓦的邮政编码为61320，INSEE市镇编码为61209。

## 政治
茹埃迪布瓦所属的省级选区为马尼勒代塞尔县。

## 人口

1962-2008年间茹埃迪布瓦人口变化图示

茹埃迪布瓦于2022年1月1日时的人口数量为386人。